# 성미리
성미리(1983년 8월 9일 ~ )은 대한민국의 가수이다.

## 데뷔
- 2008년 정규 앨범 "잊을꺼야"

## 음반
- 2008년 잊을꺼야